# Caecidotea henroti
Caecidotea henroti är en kräftdjursart som först beskrevs av Bresson 1955.  Caecidotea henroti ingår i släktet Caecidotea och familjen sötvattensgråsuggor. Inga underarter finns listade i Catalogue of Life.